# Polski hydraulik
Polski hydraulik (fr. plombier polonais) – wyrażenie, które stało się w 2005 symbolem sprzeciwu niektórych państw Europy Zachodniej wobec napływu taniej siły roboczej z krajów Europy Środkowo-Wschodniej, nowych członków Unii Europejskiej od 1 maja 2004.
Hasło to pojawiło się najpierw w satyrycznym czasopiśmie „Charlie Hebdo”, a niedługo potem, wiosną 2005, w deklaracji Philippe’a de Villiers, lidera francuskiej prawicowej partii politycznej Mouvement pour la France. Podczas francuskiej kampanii referendalnej w sprawie przyjęcia Konstytucji Europejskiej pojawił się wówczas wątek projektu nowej dyrektywy unijnej liberalizującej rynek usług w UE. Dyrektywa ta, zwana od nazwiska jej projektodawcy „dyrektywą Bolkesteina”, choć niezwiązana bezpośrednio z tekstem Traktatu Konstytucyjnego, przyczyniła się w dużej mierze do jego odrzucenia przez Francuzów. De Villiers zwracał wówczas uwagę na możliwość wystąpienia tzw. „dumpingu socjalnego” pracowników ze Wschodu, którzy mogliby oferować niższe ceny dzięki niższym podatkom oraz słabszej ochronie praw pracowniczych w tych krajach. Fragment tej deklaracji brzmi następująco:
Sprawa ta jest bardzo poważna, ponieważ dyrektywa Bolkesteina pozwala polskiemu hydraulikowi czy estońskiemu architektowi oferować swoje usługi we Francji, zachowując przy tym wynagrodzenie i regulacje socjalne obowiązujące w kraju ich pochodzenia. Na 11 milionów miejsc pracy w sektorze usług [we Francji] aż milion zagrożonych jest przez tę dyrektywę. Mamy tym samym do czynienia z próbą zniszczenia naszego modelu gospodarczego i socjalnego
Początkowo hasło pozostało niezauważone, aż do momentu, kiedy sam Frits Bolkestein użył go podczas konferencji prasowej. Stwierdził on wówczas, że bardzo chętnie skorzystałby z usług polskiego hydraulika, bo w miejscowości w północnej Francji, gdzie ma swój drugi dom, trudno znaleźć szybko dobrego specjalistę. Stwierdzenie to wywołało oburzenie we Francji i od tej pory postać „polskiego hydraulika” na stałe zagościła we francuskiej kampanii przed referendum konstytucyjnym.
Hasło „polskiego hydraulika” wykorzystała spontanicznie Polska Organizacja Turystyczna, która zamieściła na stronie internetowej Polskiego Ośrodka Informacji Turystycznej w Paryżu plakat polskiego hydraulika zapraszającego Francuzów do odwiedzenia Polski hasłem: „Je reste en Pologne, venez nombreux”, czyli „Zostaję w Polsce, przyjeżdżajcie licznie”. Pomysłodawcą tej udanej kampanii był ówczesny Prezes Polskiej Organizacji Turystycznej Andrzej Kozłowski, który za tę kampanię został nominowany do Nagrody „Europejczyka Roku”, a Polska Organizacja Turystyczna (POT) otrzymała doroczną nagrodę Ministra Spraw Zagranicznych za promocję Polski w świecie. Zdjęcie wykonał fotografik Paweł Krzywicki, hasło na język francuski przetłumaczył Krzysztof Turowski, a w hydraulika wcielił się model Piotr Adamski. Kontynuacją tej kampanii był plakat przedstawiający „polską pielęgniarkę” zachęcającą do korzystania z polskich uzdrowisk. Wydaje się, że kampania odniosła pozytywny skutek, zwłaszcza wśród wielu Francuzów, którym nie podobało się wykorzystywanie w debacie politycznej stereotypowych obrazów innych narodowości. Według informacji POT do Polski w sezonie 2005 przyjechało 14% więcej turystów francuskich niż w poprzednim roku. Wzrost liczby turystów innych narodowości wyniósł tylko 4,6%.
Szwajcarska Partia Socjalistyczna, która opowiada się za wolnym przepływem osób i usług w Europie, próbowała spopularyzować hasło „Hydraulicy wszystkich krajów łączcie się!”, nawiązując do hasła Manifestu Komunistycznego: Proletariusze wszystkich krajów, łączcie się!.